# Ступка Євген Олегович
Ступка Євген Олегович (нар. 20 серпня 1974, Київ, УРСР) — композитор і  продюсер. Співзасновник студії Pteroduction Sound.

## Біографія
Євген Ступка народився 20 серпня 1974 року в Києві.
У 1992 році закінчив Київський інститут музики імені Рейнгольда Глієра з «червоним» дипломом.
З 1996 по 1998 навчався в Музичний коледж Берклі Бостон,США.
У той час став членом Американської академії звукозапису.
Працював з провідними українськими і російськими виконавцями, такими як Земфіра, Нічні Снайпери, Океан Ельзи, Йолка, Іван Дорн, ВВ, Ірина Білик та багато інших.

## Телебачення
У 2007 став генеральним директором каналу MTV Україна.

## Голос Країни
У 2011 та 2012 роках Євген став учасником «dream team» Діани Арбеніної, одного з наставників вокального шоу «Голос Країни». Саме в ці роки учасники команди Діани Арбеніної (Іван Ганзера та Павло Табаков) стали переможцями зазначеного шоу. Після «Голосу Країни» Іван Ганзера підписав контракт з Universal Music, продовжуючи співпрацю з Євгеном Ступкою для запису дебютного альбому.